# We Live Again
We Live Again is een Amerikaanse dramafilm uit 1934 onder regie van Rouben Mamoulian. Het scenario is gebaseerd op de roman Opstanding (1899) van de Russische auteur Leo Tolstoj. De film werd destijds in Nederland uitgebracht onder de titel Gewetenswroeging.

## Verhaal
Prins Dmitri Nechljoedov is een jonge soldaat als hij het dienstmeisje Katjoesja Maslova verleidt en vervolgens verlaat. Jaren later zit hij in de jury van een proces waar Katjoesja wordt beschuldigd van moord. Als hij erachter komt dat Katjoesja door zijn toedoen aan lager wal is geraakt, zet hij zich in om haar te behoeden voor deportatie naar Siberië.

## Rolverdeling
| Acteur          | Personage                |
| --------------- | ------------------------ |
| Anna Sten       | Katjoesja Maslova        |
| Fredric March   | Prins Dmitri Nechljoedov |
| Jane Baxter     | Missi Kortsjagin         |
| C. Aubrey Smith | Prins Kortsjagin         |
| Sam Jaffe       | Gregori Simonson         |